# Jhon Jairo Sánchez
Jhon Jairo Sánchez (Manta, 30 luglio 1999) è un calciatore ecuadoriano, centrocampista dell'Emelec.

## Club
Ha giocato nella prima divisione ecuadoriana e nella seconda divisione brasiliana.

## Palmarès

### Club

#### Competizioni internazionali
- Coppa Sudamericana: 1

Independiente del Valle: 2019

#### Competizioni nazionali
- Campionato ecuadoriano: 1

Independiente del Valle: 2021